# Paul Rem
Paul Henk Rem (Wormerveer, 3 mei 1962) is een Nederlands kunsthistoricus, senior conservator van museum Paleis Het Loo en ‘host’ van televisieprogramma’s.
Rem studeerde Kunstgeschiedenis en Klassieke Archeologie aan de Vrije Universiteit in Amsterdam en studeerde af op de verbouwing van Paleis Soestdijk in de jaren 1815-1821. Van 1987 tot 1991 was hij aan dezelfde universiteit als assistent in opleiding verbonden, waar hij in 1998 promoveerde op een proefschrift over kerkmeubilair en -sieraden in de grote stadskerken van Dordrecht en Rotterdam van vlak na de beeldenstorm.
Sinds 1993 is hij werkzaam als conservator van Paleis Het Loo te Apeldoorn. Naast auteur van wetenschappelijke en populairwetenschappelijke publicaties is Paul Rem voice over en verteller in tv-producties met historische en kunsthistorische inslag. Hij nam in 2022 deel aan De Slimste Mens (NPO) en treedt regelmatig als deskundige op in televisieprogramma’s en is vaste columnist voor diverse magazines en internetcolumnist van Omroep MAX. Vanaf 2023 presenteerde hij de Omroep Max-productie Nederlandse Bouwkunst door de Ogen van Paul Rem (NPO2).
Rem, die opvalt door zijn kledingstijl, werd in 2020 door Esquire uitgeroepen uit als Best Geklede Man, op een gedeelde plaats met rapper Ray Fuego.
Rem is getrouwd en heeft twee dochters.

## Deelname aan Tv producties
- Den Haag, sporen van Oranje, opdrachtfilm over de invloed van het koningshuis op Den Haag, (productie Inge le Cointre en Paul Kramer), 2013
- Drie koningen van Oranje, TV miniserie ter begeleiding van de publicatie van de koningsbiografieën vanwege het Prins Bernhard Cultuurfonds, Boom uitgevers Amsterdam en Universiteit Utrecht, (productie Sarphati Media), uitgezonden door Omroep MAX, Nederland 2, 2013.
- Drie koninginnen van Oranje, (productie Sarphati Media), TV miniserie, uitgezonden door Omroep MAX, NPO 2, 2015.
- Waterloo, dagboek van een veteraan, (productie Sarphati Media), documentaire, uitgezonden door Omroep MAX, NPO 2, met vertoningen in de Hermitage en het Rijksmuseum in Amsterdam, 2015.
- Willem II de Kunstkoning, NTR Academie tv, 2 maart 2014.